# Оштинский район
Оштинский район — административно-территориальная единица в составе Ленинградской и Вологодской областей РСФСР с центром в селе Ошта, существовавшая в 1927—1955 годах.
Оштинский район в составе Лодейнопольского округа Ленинградской области был образован в августе 1927 года из 4 сельсоветов Вознесенской волости, 6 с/с Шимозерской волости, 1 с/с Вытегорской волости и 1 с/с Кодушской волости (все волости входили в Лодейнопольский уезд Ленинградской губернии).
Всего было образовано 12 с/с: Верхневодлицкий, Коштугский, Кривозерский, Мегорский, Нижневодлицкий, Оштинский, Пелкасский, Пяжезерский, Роксинский, Сяргозерский, Торозерский, Шимозерский.
В ноябре 1928 года был образован Нажмозерский с/с, а в 1930 году Роксинский с/с был переименован в Курвушский. Кривозерский, Нажмозерский, Пелкасский, Пяжезерский, Сяргозерский, Торозерский и Шимозерский с/с имели статус вепсских национальных.
23 сентября 1937 года Оштинский район был передан в Вологодскую область.
С 1 октября 1941 года по 24 июня 1944 года часть Оштинского района была оккупирована финскими войсками. Вокруг Ошты была организована оборона, которая завершилась с наступлением на Петрозаводск летом 1944 года. В течение этих трёх лет финские войска располагались всего в 4 км от Ошты.
В январе 1949 года центр Оштинского района был перенесён в село Мегра.
12 декабря 1955 года Оштинский район был упразднён, а его территория разделена между Вытегорским и Борисово-Судским районами.